# Емпорија (Вирџинија)
Емпорија (енгл. Emporia) град је у америчкој савезној држави Вирџинија. По попису становништва из 2010. у њему је живело 5.927 становника.

## Демографија
Према попису становништва из 2010. у граду је живело 5.927 становника, што је 262 (4,6%) становника више него 2000. године.
|                   | 2010.          | 2000.          |
| Укупно            | 5 927 (100,0%) | 5 665 (100,0%) |
| Афроамериканци    | 3 706 (62,53%) | 3 181 (56,15%) |
| Белци             | 1 848 (31,18%) | 2 342 (41,34%) |
| Хиспаноамериканци | 262 (4,420%)   | 84 (1,483%)    |
| Остали            | 68 (1,147%)    | 28 (0,494%)    |
| Азијати           | 43 (0,725%)    | 30 (0,530%)    |